# Dănești (Harghita)

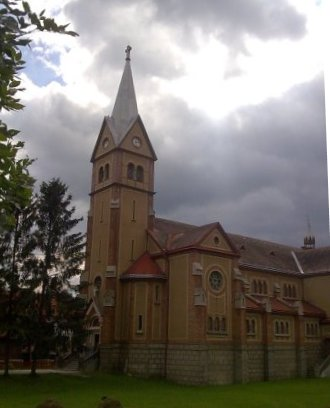
Katholische Kirche

Dănești (ungarisch Csíkdánfalva oder Dánfalva) ist eine Gemeinde im Kreis Harghita in der Region Siebenbürgen in Rumänien.
Bis 2002 war sie mit umliegenden Dörfern Teil einer etwas größeren Gemeinde im Szeklerland.

## Geographie
Dănești liegt im zentralen Teil des Felcsíki-Beckens, umgeben von den Csíki-Bergen und der Vulkanlinie Harghita im Osten von Siebenbürgen nur wenige Kilometer nördlich von Miercurea Ciuc.

## Geschichte
Der Ort wurde erstmals 1567 als Danffalwa und 1576 als Dánfalva erwähnt. Sein Name stammt aus dem Ungarischen und bedeutet „Daniels Dorf“. Bis 1919 war der rumänische Name Danfalău, der dann auf den aktuellen offiziellen Namen geändert wurde. Seit der Antike wurde er von Szeklern bewohnt.
Das Dorf gehörte administrativ zum Bezirk Csíkszék im Königreich Ungarn, bis es im Zuge der Verwaltungsreform Siebenbürgens im Jahr 1876 in den Kreis Csík eingegliedert wurde. Nach dem Ersten Weltkrieg und dem Ungarisch-Rumänischen Krieg von 1918 bis 1919 kam das Dorf unter rumänische Verwaltung. Nach dem Vertrag von Trianon wurde es 1920 wie der Rest Siebenbürgens Teil des Königreichs Rumänien. In der Zwischenkriegszeit gehörte es zum Zentralgebiet des Komitat Csík. 1940 trat Nordsiebenbürgen durch das Wiener Abkommen an Ungarn ab und das Dorf stand bis 1944 unter ungarischer Kontrolle. Nach der sowjetischen Besatzung kehrte die rumänische Verwaltung zurück und das Dorf wurde im März 1945 offiziell Teil Rumäniens. Zwischen 1952 und 1960 gehörte Dănești zu rumänischen Kreis Ciuc der ungarisch-autonomen Region in Rumänien und zwischen 1960 und 1968 der autonomen Region Mureș-Ungarn. 1968 wurde die Region aufgelöst und seitdem gehört die Gemeinde zum Kreis Harghita.

## Wirtschaft
Berühmt ist die Herstellung von schwarzer Keramik, Wollteppichen und gewebten Tischdecken.
Daneben gibt es Viehhaltung und Holzverarbeitung.

### Infrastruktur
Der Ort liegt an der Bahnstrecke Siculeni–Gheorgheni sowie der Europastraße 578.

## Städtepartnerschaft
Dănești unterhält Partnerschaften mit den ungarischen Städten Solt und Tevel.